# Linda Bjernstål
Linda Bjernstål, född 6 september 1976 och uppväxt i Rydebäck är en svensk entreprenör.

## Karriär
Linda Bjernstål började hösten 1998 på Travelstart, en av de första nätbaserade resebyråerna, där hon jobbade i fyra år. Efter en sommars uppehåll lånade hon en halv miljon kronor, köpte ett stort skrivbord och startade Flygstolen Nordic AB från sin lägenhet.
Första året omsatte företaget 35 miljoner kronor, andra året 75 miljoner kronor .   2012 omsatte Flygstolen Nordic AB 599,9 miljoner kronor med 15 anställda och Linda Bjerstål sålde då 40% av bolaget. Under 2014 omsatte Flygstolen Nordic AB 1,8 miljarder kronor och hade 31 anställda.   Under de tio första åren fokuserade Flygstolen Nordic AB på Sverige men under 2013-2014 expanderade verksamheten till Norge och Danmark under varumärket Tripmonster.   2016 sålde Bjernstål Flygstolen Nordic AB till Otravo Topholding BV, ett holländskt riskkapitalbolag men stannade kvar som VD till januari 2017.  I februari 2018 gick Bjernstål in som delägare i PillowTalk som säljer kashmirkläder via e-handel. Företaget grundades 2014 av Karin Ramberg och Filippa Johansson.

### Övriga åtaganden
Utöver sitt arbete med Pillowtalk sitter hon sedan 2017 i styrelsen för Ängelholm-Helsingborg Airport  och föreläser även om entreprenörskap och e-handel.

## Utmärkelser
2009 utsågs Bjernstål till Årets kvinnliga stjärnskott, region Syd, vid Ernst & Youngs tävling Entrepreneur of The Year.
2012 var hon en av tio finalister i Beautiful Business Award. 
2015 utsågs Flygstolen.se till Digital Gasell av Dagens Industri. 